# Sarra Copia Sullam

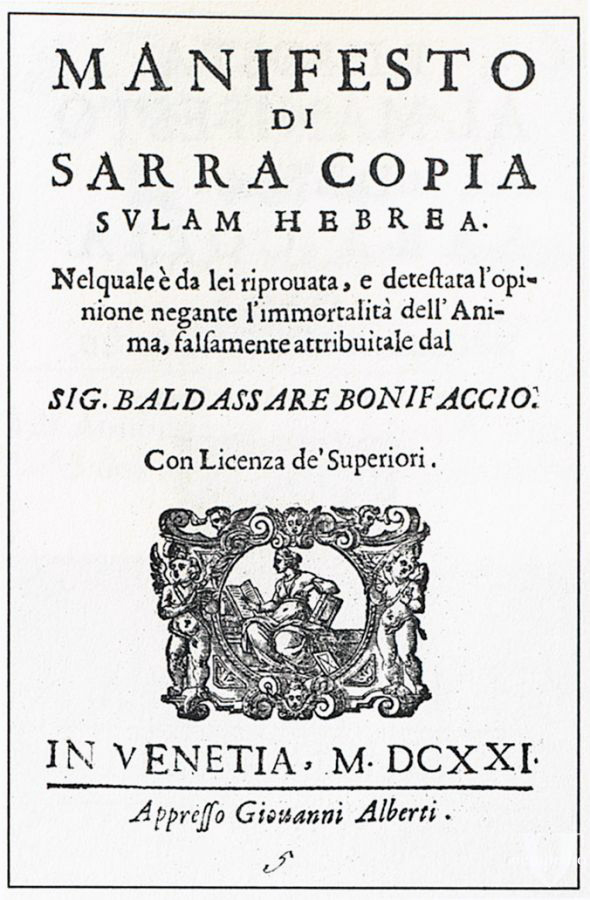
Manifesto di Sarra Copia Sulam hebrea, strona tytułowa

Sarra Copia Sullam (ur. 1590 w Wenecji, zm. 1641) – włoska poetka, klawesynistka, lutnistka narodowości żydowskiej.

## Życiorys
Pochodziła z zamożnej weneckiej  rodziny żydowskiej. Umiała czytać teksty napisane po łacinie, greką, po hiszpańsku, hebrajsku i włosku w wieku 15 lat. Poślubiiła Josepha Sullama, weneckiego przedsiębiorcę około 1610 roku. Po małżeństwie jej dom stał się miejscem jednych z bardziej popularnych salonów literackich w Wenecji.
Została pochowana na cmentarzu żydowskim na wyspie Lido.

## Twórczość
Grała na lutni i klawesynie, pisała wiersze; zachowało się niewiele jej prac. Prowadziła korespondencję z poetą Ansaldo Cebà, wyrażała w niej swój podziw i duchową miłość do niego, poruszała także zagadnienia religijne i filozoficzne; dzięki tejże korespondencji zachowało się także kilka jej sonetów. Broniła swojej wiary mojżeszowej, napisała pamflet pt. Manifesto di Sarra Copia Sulam hebrea, w którym odrzucała przypisywany jej pogląd zaprzeczania nieśmiertelności duszy.